# Gisela Cossa
Gisela Cossa (sinh ngày 17 tháng 6 năm 1999) là một vận động viên bơi lội Mozambique. Cô đã tham gia cuộc thi ngửa 50 mét nữ tại Giải vô địch thể thao dưới nước thế giới 2017.